# Batis erlangeri
El batis de Erlanger (Batis erlangeri) es una especie de ave paseriforme de la familia Platysteiridae propia de África Central y Oriental. Su hábitats naturales son los bosques húmedos tropicales y las sabanas húmedas. 

## Taxonomía
Anteriormente se consideraba conespecífico del batis carinegro (Batis minor). Su nombre conmemora al ornitólogo alemán Carlo von Erlanger.
Se reconocen dos subespecies:
- B. e. erlangeri Neumann, 1907 - se extiende desde Camerún a Etíopía, Uganda, el oeste de Kenia y Burundi;
- B. e. congoensis Neumann, 1907 - se encuentra al sur del Congo, en el suroeste de la República Democrática del Congo y el oeste de Angola.